# Groß Schwechten
Groß Schwechten (letteralmente "Schwechten grande", in contrapposizione alla vicina Klein Schwechten – "Schwechten piccola") è una frazione della città tedesca di Stendal, nel land della Sassonia-Anhalt.

## Storia
Già comune autonomo, il 1º gennaio 2010 venne aggregato alla città anseatica di Stendal.